# المجمع المغلق 1471
المجمع المغلق 1471 هو المجمع الموكول بانتخاب بابا الكنيسة الكاثوليكية الجديد بعد استقالة البابا. انعقد مجمع الكرادلة لانتخاب البابا الجديد بدءًا من
6 أغسطس 1471 وانتهى في 9 أغسطس 1471. انتُخبَ سيكتوس الرابع ليكون البابا الجديد للكنيسة.
عُقدَ المجمع في إيطاليا في 1471.